# (3915) Fukushima
(3915) Fukushima (1988 PA1) – planetoida z pasa głównego asteroid okrążająca Słońce w ciągu 3,81 lat w średniej odległości 2,44 j.a. Odkryta 15 sierpnia 1988 roku.